# Coptostomabarbus bellcrossi
Coptostomabarbus bellcrossi är en fiskart som beskrevs av Poll, 1969. Coptostomabarbus bellcrossi ingår i släktet Coptostomabarbus och familjen karpfiskar. IUCN kategoriserar arten globalt som otillräckligt studerad. Inga underarter finns listade i Catalogue of Life.